# جنیا گربنیکوف
جنیا گربنیکوف (انگلیسی: Jenia Grebennikov؛ زادهٔ ۱۳ اوت ۱۹۹۰) بازیکن والیبال اهل فرانسه عضو تیم ملی فرانسه و باشگاه اشتوتگارت است. جنیا با عملکرد درخشان خود به همراه فرانسه به مقام چهارمی قهرمانی جهان ۲۰۱۴ رسید و به عنوان بهترین لیبرو جام هجدهم انتخاب شد. او در لیگ ملت‌های ۲۰۱۸ نیز بعنوان بهترین لیبرو انتخاب شد. او در سال ۲۰۱۹ از تیم لوبه ایتالیا به ترنتینو رفت و در تیم در پست لیبرو و با شماره ۱۰ بازی کرد.
گربنیکوف در تیم لوبه ایتالیا همبازی کریستینسون آمریکایی و خوانتورنا ایتالیایی بوده‌است او همچنین در لیگ جهانی یا لیگ ملت‌ها در سال ۲۰۱۸ به همراه این دو نفر چالش Be part of the game را ایجاد کردند که قدرت خود را در ساعد زدن و دریافت توپ به رخ همگان کشید البته این چالش با این نام توسط افراد دیگری نظیر کریستینسون و آتاناسیویچ صرب و افراد دیگری هم انجام شد.
وی در سال ۲۰۲۰ از تیم ترنتینو جدا و به تیم والیبال مودنا ایتالیا پیوست. جنیا گربنیکوف را از بهترین لیبروهای جهان می‌نامند.